# Drusus
Nero Claudius Drusus (n. 14 ianuarie 38 î.Hr., Roma, Republica Romană – d. 14 septembrie 9 î.Hr., Germania Magna⁠(d), Germania), supranumit Germanicus după numeroasele victorii repurtate asupra germanilor, este fratele lui Tiberius, fiul Liviei și al lui Tiberius Claudius Nero, senator roman. Mama sa, Livia Drusilla, s-a căsătorit cu Octavianus (Augustus) după moartea primului soț.